# Lluís Miquel Costa-Serradell i Llobet
Lluís Miquel Costa Serradell i Llobet, o Louis Michel Costa-Serradell en francès, (Sant Llorenç de Cerdans, segle xviii - Principat de Catalunya?, segle xix?) va ser un botànic i metge nord-català.

## Biografia
Es doctorà en medicina a Montpeller. Enviat a París pel seu protector Joan Lluís, duc de Noailles, estudià tres anys al Jardí Reial de les Plantes Medicinals amb el professor Bernard de Jussieu. S'establí a Perpinyà el 1767 per a ensenyar-hi a la nounada càtedra de botànica de la universitat de Perpinyà i portar la direcció del Jardí Botànic de la Institució, que millorà. Quan, el 1773, Josep Bartomeu Carrera va ser destituït com a director del cabinet d'Història Natural de la Universitat, el substituí en Costa, fins al 1782. El 1777 era professor de botànica i d'anatomia de la universitat. Als anys 1784-1792, Costa era degà de la Facultat de Medicina de la universitat i, consegüentment, alhora exercia de "protometge de la província", títol que des del 1759 anava aparellat al deganat. Per acumulació de càrrecs, el 1786 hagué de renunciar en favor de François Bonafos a les funcions que exercia a l'hospital militar de Perpinyà des del 1782, pel cap baix. Publicà treballs de medicina i botànica aplicada, i consta que el 1787 la Société Royale d'Agriculture de Perpignan li encomanà un fullet sobre el cultiu del castanyer, que no consta que es publiqués. Va ser soci corresponent de la Société Royale d'Agriculture (1790).
El 1789 prengué part a l'Assemblea de la Noblesa del Rosselló i el 1792 prestà el jurament cívic a la població de Cortsaví, on residia temporalment. Burgès noble de Perpinyà i propietari d'una gran finca a Sant Llorenç de Cerdans, amb la Revolució Francesa emigrà a l'altra banda de la frontera. Els naturalistes Hipólito Ruiz i José Antonio Pavón li dedicaren el 1794 una planta sud-americana que consideraren espècie única del gènere Decostea, que modernament s'ha classificat entre les apials a l'espècie Griselinia scandens.
Tingué una única filla, Anne-Marie-Thérese-Louise-Antoinette-Andrée-Félicie (Perpinyà, 14 de gener del 1785 - Sant Cebrià de Rosselló, 26 d'agost del 1837), que al restabliment monàrquic francès reclamà el dret a les propietats confiscades al seu pare.

## Obres
- «Observations sur les mauvais effets de la graine de jusquiame prise intérieurement». Journal de médecine, 9-1768.[4]
- Disquisitiones anatomicae - Recherches anatomiques.  Perpinyà: Impr. C. Lecomte, [1771].[4]
- Instruction sur la nature et le traitement de la maladie qui attaque principalement le gros bétail dans plusieurs endroits du Roussillon. Publiée par ordre de M. l'Intendant de la mème province & comté de Foix..  Perpinyà: Joseph-François Reynier, 1783.
- «Observations sur les maladies qui ont régné à l'hôpital militaire de Perpignan pendant les mois de mars et avril 1783». Journal de médecine militaire, Tome 3, 1784, pàg. 63-74.[Enllaç no actiu]
- Mémoire sur l'établissement de la culture du spart en Roussillon. Lu dans l'assemblée de la Société royale d'agriculture de Perpignan, le 23 décembre 1785.  Perpinyà: impr. de J.-F. Reynier, 1786?.
- «Mémoire sur la manière de cultiver le Trefle & la Luzerne dans la Province du Roussillon, & sur les avantages qu'on en retire». Mémoires d'agriculture, d'économie rurale et domestique, Primtemps 1789, pàg. 1-19.